# Argentinisch-deutsche Beziehungen
Die Argentinisch-deutschen Beziehungen sind das zwischenstaatliche Verhältnis zwischen Argentinien und Deutschland. Zwischen beiden Ländern bestehen enge und langjährige Beziehungen. In Argentinien gibt es eine bedeutende deutschstämmige Minderheit, und Deutschland zählt für Argentinien zu den wichtigsten Handelspartnern. Laut dem Auswärtigen Amt haben die Beziehungen eine „breite Grundlage in Wirtschaft, Wissenschaft und Kultur“, und beide Länder würden über „ähnliche Auffassungen zu wichtigen multilateralen Themen“ verfügen.

## Geschichte
Die Präsenz deutscher Seeleute und Händler in Argentinien lässt sich bis ins 16. Jahrhundert zurückverfolgen. 1824 ernannte Preußen erstmals einen Handelsrepräsentanten in Argentinien, auch die freien Städte Hamburg und Frankfurt am Main entsandten kurz darauf eigene Repräsentanten und die Hansestädte wurden wichtige Handelspartner. 1840 wurde die erste deutsche Schule in Buenos Aires gegründet. Im 19. Jahrhundert wurde Argentinien dank seiner freien Flächen und liberalen Einwanderungspolitik ein wichtiges Ziel deutscher Migranten. Deutsche Einwanderer im 19. Jahrhundert stammten oft aus Süddeutschland oder es handelt sich um Wolgadeutsche. 1845 erkannte Preußen die Unabhängigkeit Argentiniens an, und im Jahr 1857 nehmen der Deutsche Zollverein und die Argentinische Konföderation diplomatische Beziehungen auf, indem ein „Vertrag über Freundschaft, Handel und Schifffahrt“ von beiden Seiten unterzeichnet wurde.
Im Jahr 1872 stellte die Hamburgisch-Südamerikanische Dampfschiffahrts-Gesellschaft eine regelmäßige Schifffahrtsverbindung zwischen beiden Ländern her. Im frühen 20. Jahrhundert war das Ansehen Deutschlands in Argentinien groß, und Deutsche übten großen Einfluss auf das Bildungswesen und den Aufbau der Streitkräfte Argentiniens aus. 1908 nahm Siemens in Argentinien seine Geschäftstätigkeit auf, und 1916 wurde, während des Ersten Weltkriegs, die deutsch-argentinische Handelskammer gegründet. Während des Ersten Weltkriegs setzten die Kriegsteilnehmer Propaganda ein, um Unterstützung in Argentinien zu gewinnen. Deutschland nutzte dafür die Tageszeitung La Unión. Im Ersten Weltkrieg blieb das Land neutral, auch wenn es 1917 von den Vereinigten Staaten unter Druck gesetzt wurde, Deutschland den Krieg zu erklären. Als Großbritannien durch seine Seeblockade dafür sorgte, dass argentinischer Weizen nicht mehr nach Deutschland gelangen konnte, hatte dies verheerende Folgen für die Nahrungsmittelversorgung im Deutschen Reich, und spielte eine Rolle für den Zusammenbruch der Moral der Bevölkerung.
Zu Beginn des Zweiten Weltkriegs gab es in Argentinien eine beträchtliche Anzahl deutschstämmiger Einwohner. Mit dem Aufkommen des Nationalsozialismus in Deutschland begannen deutsche Agenten mit aktiver Propagandaarbeit unter den in Argentinien lebenden ethnischen Deutschen, und es fanden bereits 1933 von den Nazis organisierte Treffen statt. Die pro-deutsche Atmosphäre in einigen kleinen, überwiegend deutschen Gemeinden im Nordosten war während des Zweiten Weltkriegs so intensiv, dass einige argentinische Beamte, die solche Städte besuchten, berichteten, sie würden sich kaum noch in Argentinien fühlen. In einigen Kreisen im Land gab es Sympathien für den Faschismus, und der spätere Präsident Juan Perón plante im Geheimen sogar eine profaschistische Deutsch-Südamerikanische Allianz, welche allerdings nicht zustande kam. Gleichzeitig emigrierten um die 45.000 Juden aus Europa (viele davon aus Deutschland) nach Argentinien. Argentinien blieb im Krieg bis 1945 neutral, bis es auf US-amerikanischen Druck NS-Deutschland den Krieg erklärte; kurz vor dessen Niederlage. Die Kriegserklärung führte zur Schließung deutscher Schulen und dem Einzug deutscher Vermögen.
Nach dem Kriegsende flohen viele hochrangige Nazis über die sogenannten Rattenlinien, mit Unterstützung von Teilen der katholischen Kirche, nach Argentinien. Unter Präsident Juan Perón emigrierten nach 1945 knapp 5000 Nazis nach Argentinien, um der Strafverfolgung zu entgehen. Zu denen, die in Argentinien lebten, gehörten Adolf Eichmann, Josef Mengele, Aribert Heim, Eduard Roschmann und Ludolf-Hermann von Alvensleben. Nach dem Zweiten Weltkrieg nahm Argentinien 1951 diplomatische Beziehungen zur Bundesrepublik Deutschland (BRD) auf und die deutsche Botschaft in Buenos Aires wurde neu eingerichtet. Drei Jahre später besuchte Ludwig Erhardt das Land als Staatsgast. 1960 wurde der deutsche Kriegsverbrecher Adolf Eichmann in Argentinien vom Mossad entführt und nach Israel gebracht, worauf der weltweit beachtete Eichmann-Prozess folgte.

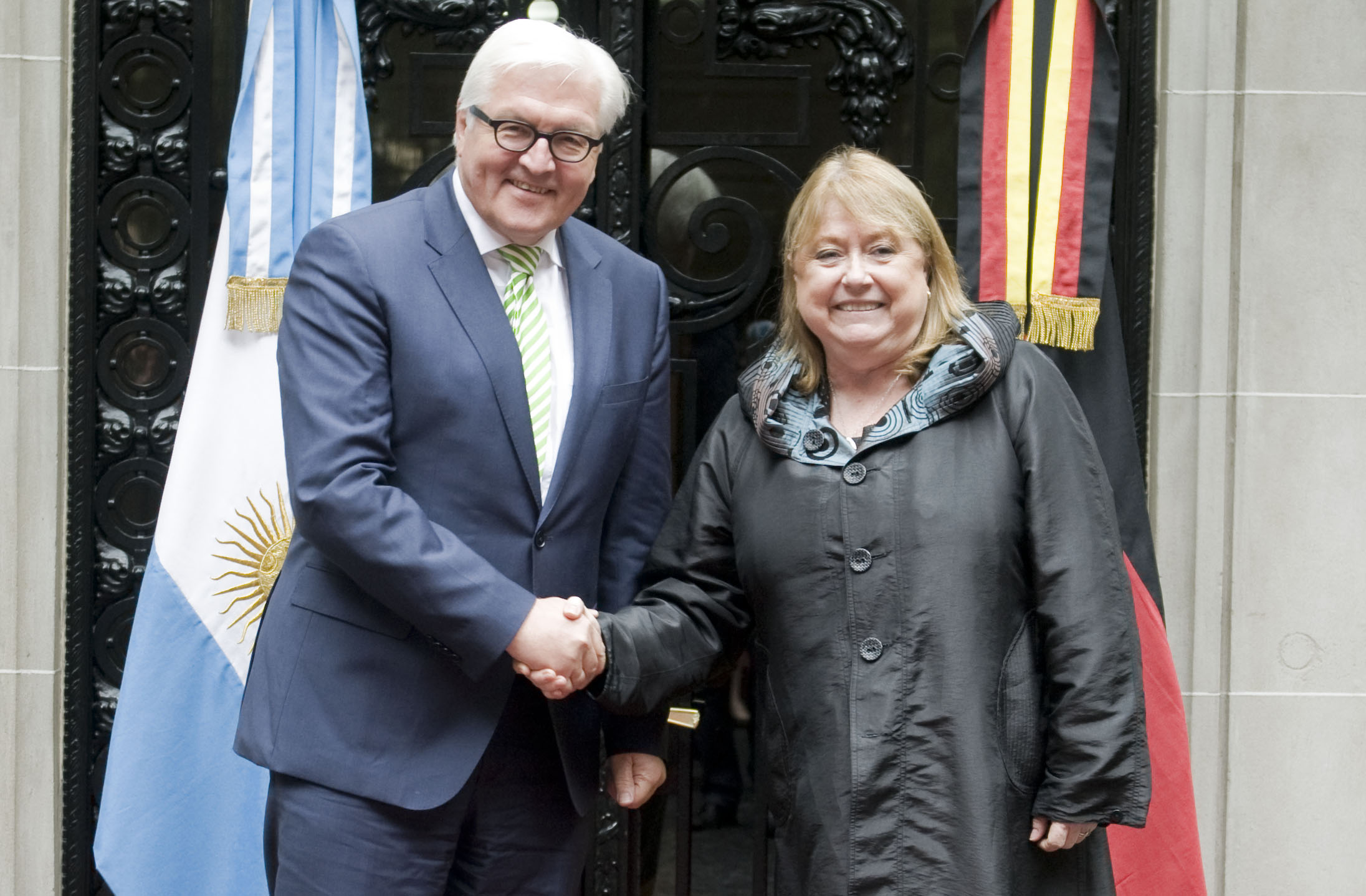
Treffen der Außenminister Frank-Walter Steinmeier und Susana Malcorra (2016)

In der Nachkriegszeit etablierte die BRD gute Beziehungen zu Argentinien, um eine diplomatische Anerkennung der Deutschen Demokratischen Republik (DDR) zu verhindern. Nach der Aufgabe der Hallstein-Doktrin vonseiten der BRD unter Willy Brandt, etablierte Argentinien von 1973 bis zur deutschen Wiedervereinigung auch offizielle diplomatische Beziehungen zur DDR. 1976 errichtete das Militär eine Diktatur in Argentinien und Deutsche wie Klaus Zieschank und Elisabeth Käsemann gehörten zu den 30.000 Menschen, die als Oppositionelle entführt und ermordet wurden. Die BRD unterhielt dennoch weiter diplomatische Beziehungen zur Militärjunta und Deutschlands Nationalmannschaft nahm an der Fußball-Weltmeisterschaft 1978 in Argentinien teil, trotz des Wissens der Bundesregierung um die im Land begangenen Verbrechen. Im Falklandkrieg 1982 nahm die BRD eine neutrale Position ein und bemühte sich um eine vermittelnde Rolle.

## Wirtschaftlicher Austausch
Nach Mexiko, Brasilien und Chile war Argentinien für Deutschland 2021 der viertwichtigste Handelspartner in Lateinamerika, und Deutschland war im Gegenzug einer der wichtigsten Handelspartner für Argentinien. Das Handelsvolumen zwischen beiden Staaten belief sich in diesem Jahr auf knapp drei Milliarden Euro, womit Argentinien nicht unter den 50 größten Handelspartnern auftaucht. Deutschland importiert aus Argentinien vorwiegend Rohstoffe und Nahrungsmittel und ist der größte Abnehmer von argentinischem Rindfleisch in der Europäischen Union. Im Gegenzug importiert Argentinien vorwiegend industrielle Erzeugnisse mit Schwerpunkt auf Automobile, Maschinen und Kfz-Teile.
In Argentinien sind über 150 deutsche Unternehmen aktiv, die über 30.000 Personen beschäftigen. Volkswagen Argentina ist seit 1980 im Land aktiv. Neben Großunternehmen wie Volkswagen, Mercedes-Benz, Bayer und BASF sind auch Unternehmen aus dem Mittelstand vertreten.

## Kultur und Bildung

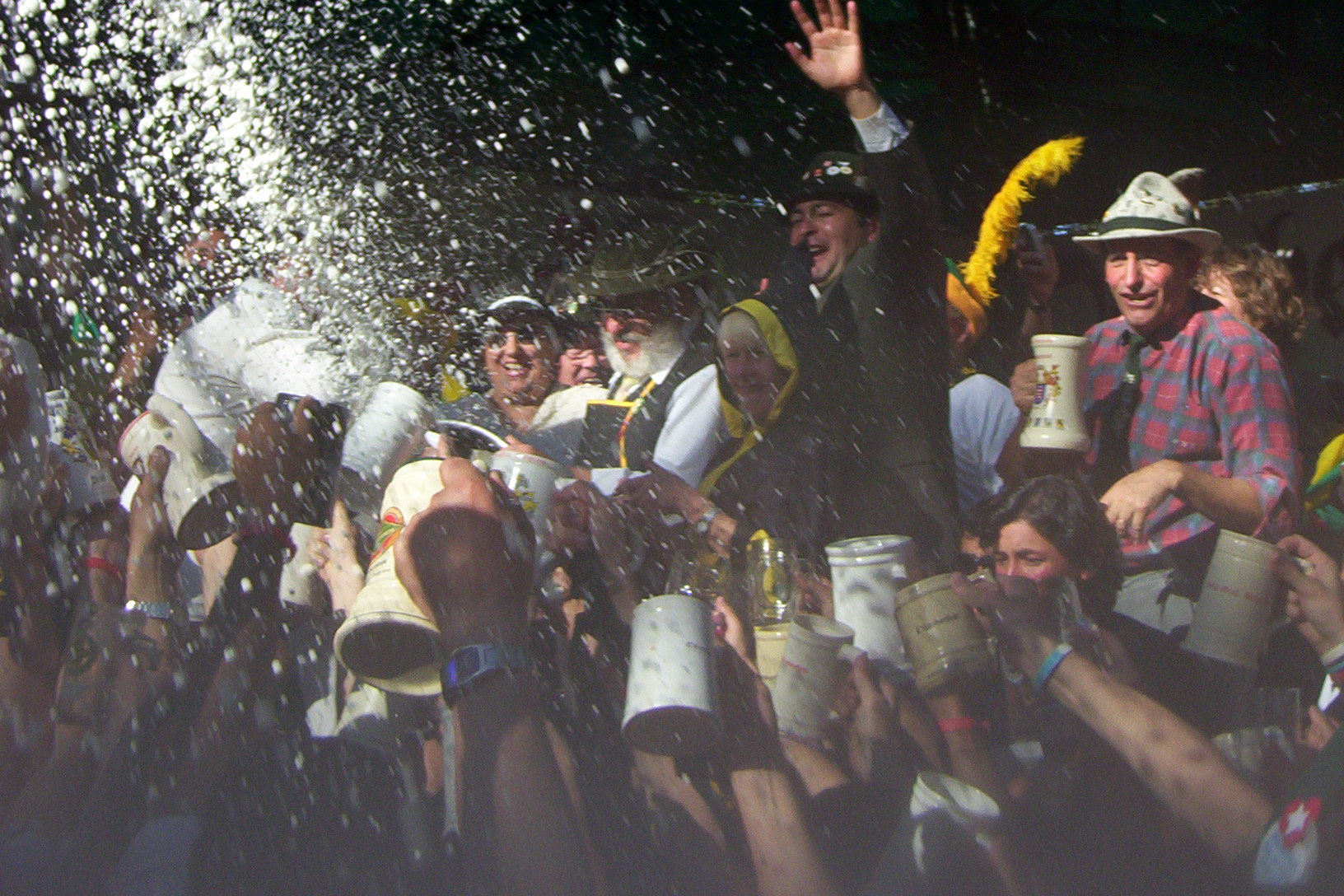
Oktoberfest in Villa General Belgrano (2006)

Zwischen beiden Ländern bestehen enge kulturelle Verbindungen. Deutsche Einwanderer hatten großen Einfluss auf Architektur, Bräuche, Gesellschaft, Kunst, Wirtschaft, Bildungssystem und Gesellschaft Argentiniens; knapp eine Million Argentinier sind deutscher Abstammung. Weitere zwei Millionen Argentinier sollen wolgadeutscher Abstammung sein. Viele Brauereien in Argentinien wie Cervecería y Maltería Quilmes wurden von deutschen Einwanderern gegründet, und in einigen Orten wird das Oktoberfest gefeiert.
Deutschland verfügt im Land über ein positives Ansehen und ist ein gefragter Partner für Kooperationen in Bildung und Wissenschaft. Es gibt im Land zwei Goethe-Institute (Buenos Aires und Córdoba) und neun deutsche Kulturgesellschaften. Einige deutsche Auslandsschulen gehören zu den angesehensten Privatschulen des Landes. Das Deutsch-Argentinische Hochschulzentrum fördert binationale Studiengänge und Austauschprojekte, und auch der Deutsche Akademische Austauschdienst ist im Land aktiv. Mit knapp dreißig Schulen bestehen Kooperationen zur Förderung der deutschen Sprache.
Mit dem Argentinischen Tageblatt besteht eine seit 1878 in Argentinien erscheinende deutschsprachige Wochenzeitung. Ihre Printausgabe wurde 2023 eingestellt.

## Sport

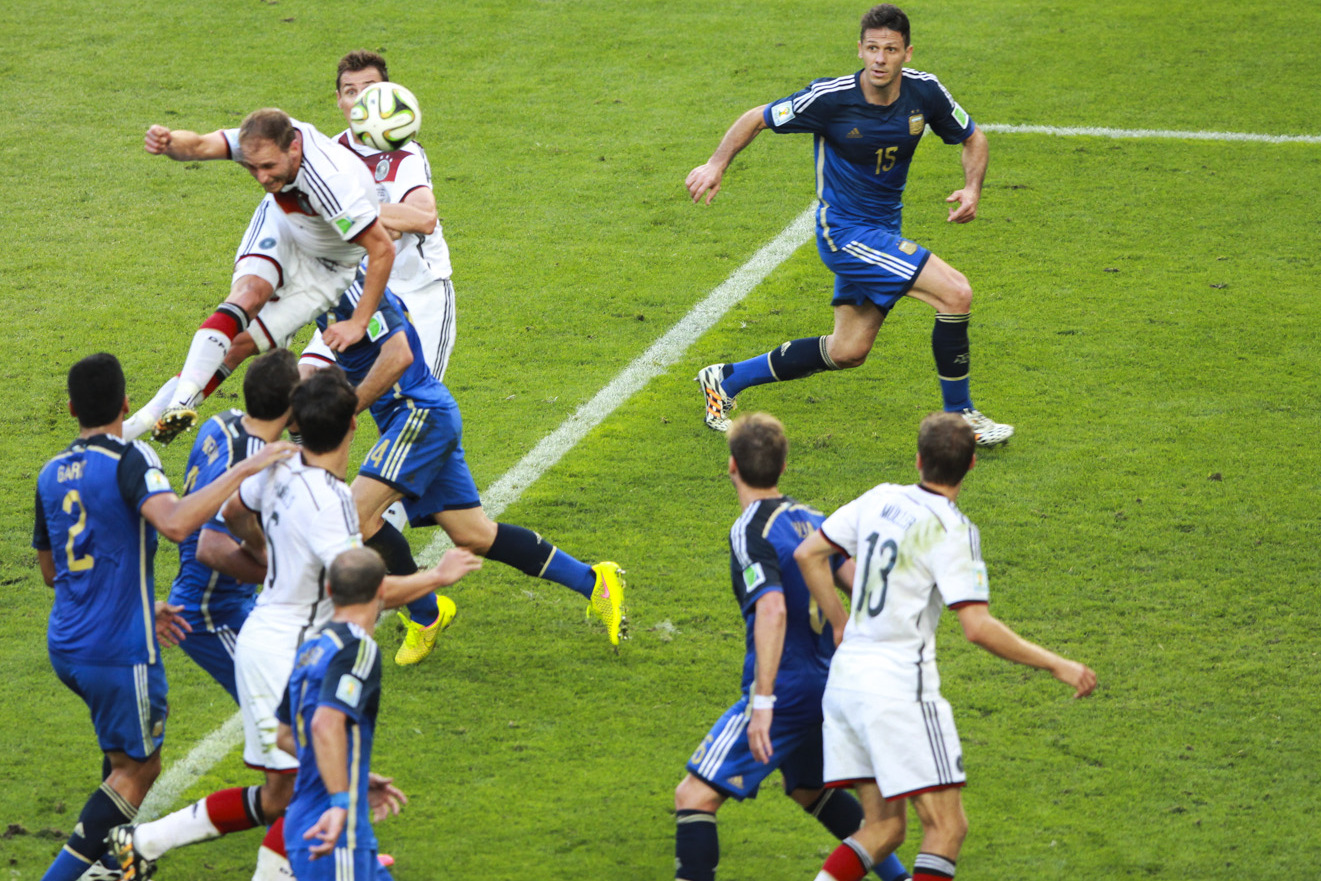
WM-Endspiel Deutschland gegen Argentinien 2014

Im Fußball gehören die Auswahlen Argentiniens und Deutschlands zu den erfolgreichsten Nationalmannschaften. Bei den Weltmeisterschaften 1986, 1990 und 2014 standen sich beide Nationalmannschaften im Finale gegenüber, wobei zweimal Deutschland und einmal Argentinien gewann. Aufgrund des häufigen Aufeinandertreffens in wichtigen Spielen wird manchmal auch von einer Rivalität beider Länder im Fußball gesprochen.
Zu den argentinischen Fußballspielern, die in Deutschland aktiv waren, gehören: Martín Demichelis, Andrés D’Alessandro, Rodolfo Cardoso, Diego Placente, José Basualdo, Sergio Zárate, David Abraham, Diego Klimowicz, Javier Pinola, Franco Di Santo und Leonardo Balerdi.

## Diplomatische Standorte
- Deutschland hat eine Botschaft in Buenos Aires und betreibt 11 Honorarkonsulate in verschiedenen argentinischen Städten.[18]
- Argentinien hat eine Botschaft in Berlin, Generalkonsulate in Frankfurt am Main und Hamburg und ein Konsulat in Bonn.[19]

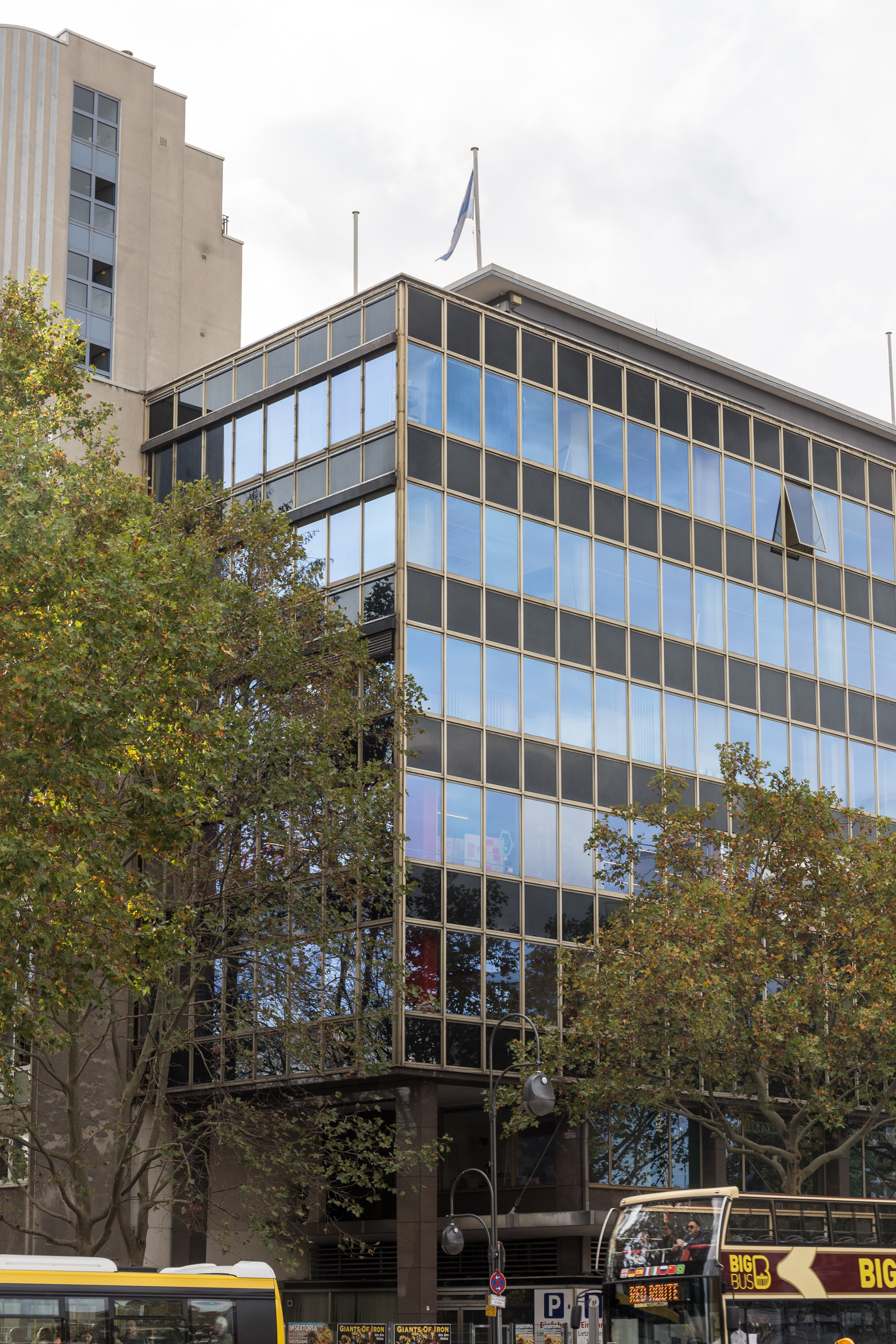
Argentinische Botschaft in Berlin